# Saison 1989 de la WTA
Vainqueurs des tournois majeurs
Résultats des tournois de tennis organisés par la WTA en 1989.

## Résumé de la saison
Avec quatorze titres remportés sur le circuit Women's Tennis Association (WTA), Steffi Graf signe une saison 1989 de la WTA presque aussi parfaite que la précédente. Seulement battue en finale à Roland-Garros par la révélation Arantxa Sánchez, elle réalise le petit Chelem et conserve tout au long de l'année son rang de numéro un mondiale. 
Loin derrière, Martina Navrátilová remporte huit trophées, mieux que ses concurrentes immédiates Gabriela Sabatini (quatre) et Zina Garrison (trois). Contrairement à l'année précédente, Navrátilová parvient à inquiéter sérieusement Steffi Graf en finale de l'US Open, en menant 6-3, 4-2 (avant de laisser la victoire 3-6, 7-5, 6-1).
À seulement quinze ans, Monica Seles décroche à Houston son tout premier tournoi d'une longue série face à Chris Evert. Cette dernière échoue à deux autres reprises en finale, et ne parvient pas à remporter le moindre titre dans l'année pour la première fois depuis 1970. Elle met un terme à son exceptionnelle carrière sportive à l'issue de l'US Open en deux manches contre Garrison. 
En double, la paire Shriver-Navrátilová décroche à l'Open d'Australie son ultime titre du Grand Chelem, tandis que s'affirment de nouvelles spécialistes : Natasha Zvereva, Larisa Neiland et Jana Novotná.
La Wightman Cup, enfin, faute de joueuses britanniques compétitives, se joue pour la dernière fois de son histoire à Williamsburg.

## Organisation de la saison
Indépendamment des 4 tournois du Grand Chelem (organisés par l'ITF), la saison 1989 de la WTA se compose des tournois suivants :
- les tournois Tier I (2),
- les tournois Tier II (9),
- les tournois Tier III, Tier IV, Tier V (45)
- Les Masters de fin de saison

La saison 1989 compte donc 61 tournois.
À ce calendrier s'ajoutent aussi 2 épreuves par équipes nationales : la Coupe de la Fédération et la Wightman Cup.

## Palmarès

### Simple
| No | Date       | Nom et lieu du tournoi                          | Catégorie | Dotation    | Surface         | Vainqueure          | Finaliste           | Score              |         |
| -- | ---------- | ----------------------------------------------- | --------- | ----------- | --------------- | ------------------- | ------------------- | ------------------ | ------- |
| 1  | 02/01/1989 | Danone Hard Court Championships, Brisbane       | Tier V    | 150 000 $   | Dur (ext.)      | Helena Suková       | Brenda Schultz      | 7-6, 7-6           | Tableau |
| 2  | 09/01/1989 | New South Wales Open, Sydney                    | Tier IV   | 200 000 $   | Dur (ext.)      | Martina Navrátilová | Catarina Lindqvist  | 6-2, 6-4           | Tableau |
| 3  | 16/01/1989 | Ford Australian Open, Melbourne                 | G. Chelem | 937 882 $   | Dur (ext.)      | Steffi Graf         | Helena Suková       | 6-4, 6-4           | Tableau |
| 4  | 30/01/1989 | Nutri-Metics, Auckland                          | Tier V    | 75 000 $    | Dur (ext.)      | Patty Fendick       | Belinda Cordwell    | 6-2, 6-0           | Tableau |
| 5  | 30/01/1989 | Toray Pan Pacific Open, Tokyo                   | Tier III  | 250 000 $   | Moquette (int.) | Martina Navrátilová | Lori McNeil         | 6-7, 6-3, 7-6      | Tableau |
| 6  | 06/02/1989 | Fernleaf Classic, Wellington                    | Tier V    | 50 000 $    | Dur (ext.)      | Conchita Martínez   | Jo-Anne Faull       | 6-1, 6-2           | Tableau |
| 7  | 13/02/1989 | Virginia Slims of Washington, Fairfax           | Tier II   | 300 000 $   | Moquette (int.) | Steffi Graf         | Zina Garrison       | 6-1, 7-5           | Tableau |
| 8  | 20/02/1989 | Virginia Slims of Kansas, Wichita               | Tier V    | 100 000 $   | Dur (int.)      | Amy Frazier         | Barbara Potter      | 4-6, 6-4, 6-0      | Tableau |
| 9  | 20/02/1989 | Virginia Slims of California, Oakland           | Tier III  | 250 000 $   | Moquette (int.) | Zina Garrison       | Larisa Savchenko    | 6-1, 6-1           | Tableau |
| 10 | 27/02/1989 | Virginia Slims of Oklahoma, Oklahoma City       | Tier V    | 100 000 $   | Dur (int.)      | Manon Bollegraf     | Leila Meskhi        | 6-4, 6-4           | Tableau |
| 11 | 27/02/1989 | US Hard Court Championships, San Antonio        | Tier IV   | 200 000 $   | Dur (ext.)      | Steffi Graf         | Ann Henricksson     | 6-1, 6-4           | Tableau |
| 12 | 06/03/1989 | Virginia Slims of Palm Springs, Palm Springs    | Tier III  | 250 000 $   | Dur (ext.)      | Manuela Maleeva     | Jenny Byrne         | 6-4, 6-1           | Tableau |
| 13 | 13/03/1989 | Virginia Slims of Florida, Boca Raton           | Tier II   | 300 000 $   | Dur (ext.)      | Steffi Graf         | Chris Evert         | 4-6, 6-2, 6-3      | Tableau |
| 14 | 20/03/1989 | Lipton International Championships, Miami       | Tier I    | 750 000 $   | Dur (ext.)      | Gabriela Sabatini   | Chris Evert         | 6-1, 4-6, 6-2      | Tableau |
| 15 | 03/04/1989 | Family Circle Mag. Cup, Hilton Head             | Tier II   | 300 000 $   | Terre (ext.)    | Steffi Graf         | Natasha Zvereva     | 6-1, 6-1           | Tableau |
| 16 | 10/04/1989 | DHL Open, Singapour                             | Tier V    | 75 000 $    | Dur (ext.)      | Belinda Cordwell    | Akiko Kijimuta      | 6-1, 6-0           | Tableau |
| 17 | 10/04/1989 | Bausch & Lomb Championships, Amelia Island      | Tier II   | 300 000 $   | Terre (ext.)    | Gabriela Sabatini   | Steffi Graf         | 3-6, 6-3, 7-5      | Tableau |
| 18 | 17/04/1989 | Suntory Japan Open, Tokyo                       | Tier V    | 100 000 $   | Dur (ext.)      | Kumiko Okamoto      | Elizabeth Smylie    | 6-4, 6-2           | Tableau |
| 19 | 17/04/1989 | Eckerd Open, Tampa                              | Tier IV   | 200 000 $   | Terre (ext.)    | Conchita Martínez   | Gabriela Sabatini   | 6-3, 6-2           | Tableau |
| 20 | 24/04/1989 | Taipei International Championships, Taïwan      | Tier V    | 50 000 $    | Dur (ext.)      | Anne Minter         | Cammy MacGregor     | 6-1, 4-6, 6-2      | Tableau |
| 21 | 24/04/1989 | International Championships of Spain, Barcelone | Tier V    | 100 000 $   | Terre (ext.)    | Arantxa Sánchez     | Helen Kelesi        | 6-2, 5-7, 6-1      | Tableau |
| 22 | 24/04/1989 | Virginia Slims of Houston, Houston              | Tier III  | 250 000 $   | Terre (ext.)    | Monica Seles        | Chris Evert         | 3-6, 6-1, 6-4      | Tableau |
| 23 | 01/05/1989 | Coppa Mantegazza, Tarente                       | Tier V    | 50 000 $    | Terre (ext.)    | Karine Quentrec     | Cathy Caverzasio    | 6-3, 5-7, 6-3      | Tableau |
| 24 | 01/05/1989 | Citizen Cup, Hambourg                           | Tier IV   | 200 000 $   | Terre (ext.)    | Steffi Graf         | Jana Novotná        | Forfait            | Tableau |
| 25 | 08/05/1989 | Italian Open, Rome                              | Tier II   | 300 000 $   | Terre (ext.)    | Gabriela Sabatini   | Arantxa Sánchez     | 6-2, 5-7, 6-4      | Tableau |
| 26 | 15/05/1989 | Lufthansa Cup, Berlin                           | Tier I    | 300 000 $   | Terre (ext.)    | Steffi Graf         | Gabriela Sabatini   | 6-3, 6-1           | Tableau |
| 27 | 22/05/1989 | Internationaux de Strasbourg, Strasbourg        | Tier V    | 100 000 $   | Terre (ext.)    | Jana Novotná        | Patricia Tarabini   | 6-1, 6-2           | Tableau |
| 28 | 22/05/1989 | European Open, Genève                           | Tier V    | 100 000 $   | Terre (ext.)    | Manuela Maleeva     | Conchita Martínez   | 6-4, 6-0           | Tableau |
| 29 | 29/05/1989 | Roland-Garros, Paris                            | G. Chelem | 1 875 000 $ | Terre (ext.)    | Arantxa Sánchez     | Steffi Graf         | 7-66, 3-6, 7-5     | Tableau |
| 30 | 12/06/1989 | Dow Classic, Birmingham                         | Tier V    | 150 000 $   | Gazon (ext.)    | Martina Navrátilová | Zina Garrison       | 7-6, 6-3           | Tableau |
| 31 | 19/06/1989 | Pilkington Glass Championships, Eastbourne      | Tier II   | 300 000 $   | Gazon (ext.)    | Martina Navrátilová | Raffaella Reggi     | 7-6, 6-2           | Tableau |
| 32 | 26/06/1989 | The Championships, Wimbledon                    | G. Chelem | 2 204 162 $ | Gazon (ext.)    | Steffi Graf         | Martina Navrátilová | 6-2, 6-7, 6-1      | Tableau |
| 33 | 10/07/1989 | Arcachon Cup, Arcachon                          | Tier V    | 100 000 $   | Terre (ext.)    | Judith Wiesner      | Barbara Paulus      | 6-3, 6-7, 6-1      | Tableau |
| 34 | 17/07/1989 | Estoril Open, Estoril                           | Tier V    | 100 000 $   | Terre (ext.)    | Isabel Cueto        | Sandra Cecchini     | 7-6, 6-2           | Tableau |
| 35 | 17/07/1989 | Belgian Open, Bruxelles                         | Tier V    | 100 000 $   | Terre (ext.)    | Radka Zrubáková     | Mercedes Paz        | 7-6, 6-4           | Tableau |
| 36 | 17/07/1989 | Virginia Slims of Newport, Newport (RI)         | Tier IV   | 200 000 $   | Gazon (ext.)    | Zina Garrison       | Pam Shriver         | 6-0, 6-1           | Tableau |
| 37 | 24/07/1989 | OTB Open, Schenectady                           | Tier V    | 75 000 $    | Dur (ext.)      | Laura Arraya        | Marianne Werdel     | 6-4, 6-3           | Tableau |
| 38 | 24/07/1989 | Volvo Open, Båstad                              | Tier V    | 75 000 $    | Terre (ext.)    | Katerina Maleeva    | Sabine Hack         | 6-1, 6-3           | Tableau |
| 39 | 31/07/1989 | Vitosha New Otani, Sofia                        | Tier V    | 50 000 $    | Terre (ext.)    | Isabel Cueto        | Katerina Maleeva    | 6-2, 7-6           | Tableau |
| 40 | 31/07/1989 | American Bank Classic, San Diego                | Tier IV   | 200 000 $   | Dur (ext.)      | Steffi Graf         | Zina Garrison       | 6-4, 7-5           | Tableau |
| 41 | 07/08/1989 | Virginia Slims of Los Angeles, Manhattan Beach  | Tier II   | 300 000 $   | Dur (ext.)      | Martina Navrátilová | Gabriela Sabatini   | 6-0, 6-2           | Tableau |
| 42 | 14/08/1989 | Virginia Slims of Albuquerque, Albuquerque      | Tier V    | 100 000 $   | Dur (ext.)      | Lori McNeil         | Elna Reinach        | 6-1, 6-3           | Tableau |
| 43 | 14/08/1989 | United Jersey Bank Classic, Mahwah              | Tier IV   | 200 000 $   | Dur (ext.)      | Steffi Graf         | Andrea Temesvári    | 7-5, 6-2           | Tableau |
| 44 | 21/08/1989 | Player’s Canadian Open, Toronto                 | Tier II   | 300 000 $   | Dur (ext.)      | Martina Navrátilová | Arantxa Sánchez     | 6-2, 6-2           | Tableau |
| 45 | 28/08/1989 | US Open, Flushing Meadows                       | G. Chelem | 2 138 000 $ | Dur (ext.)      | Steffi Graf         | Martina Navrátilová | 3-6, 7-5, 6-1      | Tableau |
| 46 | 11/09/1989 | Virginia Slims of Arizona, Phoenix              | Tier V    | 100 000 $   | Dur (ext.)      | Conchita Martínez   | Elise Burgin        | 3-6, 6-4, 6-2      | Tableau |
| 47 | 11/09/1989 | Athens Open, Athènes                            | Tier V    | 75 000 $    | Terre (ext.)    | Cecilia Dahlman     | Rachel McQuillan    | 6-3, 1-6, 7-5      | Tableau |
| 48 | 18/09/1989 | Clarins Open, Paris                             | Tier V    | 100 000 $   | Terre (ext.)    | Sandra Cecchini     | Regina Kordová      | 6-4, 6-7, 6-1      | Tableau |
| 49 | 18/09/1989 | Virginia Slims of Dallas, Dallas                | Tier III  | 250 000 $   | Moquette (int.) | Martina Navrátilová | Monica Seles        | 7-6, 6-3           | Tableau |
| 50 | 09/10/1989 | Moscow Open, Moscou                             | Tier V    | 100 000 $   | Moquette (int.) | Gretchen Magers     | Natasha Zvereva     | 6-3, 6-4           | Tableau |
| 51 | 09/10/1989 | Porsche Grand Prix, Filderstadt                 | Tier III  | 250 000 $   | Dur (int.)      | Gabriela Sabatini   | Mary Joe Fernández  | 7-6, 6-4           | Tableau |
| 52 | 16/10/1989 | Open de La Côte Basque, Bayonne                 | Tier V    | 100 000 $   | Dur (int.)      | Katerina Maleeva    | Conchita Martínez   | 6-2, 6-2           | Tableau |
| 53 | 16/10/1989 | European Indoors, Zurich                        | Tier III  | 250 000 $   | Moquette (int.) | Steffi Graf         | Jana Novotná        | 6-1, 7-6           | Tableau |
| 54 | 23/10/1989 | Puerto Rico Open, San Juan                      | Tier IV   | 100 000 $   | Dur (ext.)      | Laura Arraya        | Gigi Fernández      | 6-1, 6-2           | Tableau |
| 55 | 23/10/1989 | Midland Group Championships, Brighton           | Tier III  | 250 000 $   | Moquette (int.) | Steffi Graf         | Monica Seles        | 7-5, 6-4           | Tableau |
| 56 | 30/10/1989 | Virginia Slims of Indianapolis, Indianapolis    | Tier V    | 100 000 $   | Dur (int.)      | Katerina Maleeva    | Raffaella Reggi     | 6-4, 6-4           | Tableau |
| 57 | 30/10/1989 | Virginia Slims of New England, Worcester        | Tier II   | 300 000 $   | Moquette (int.) | Martina Navrátilová | Zina Garrison       | 6-2, 6-3           | Tableau |
| 58 | 06/11/1989 | Virginia Slims of Nashville, Nashville          | Tier V    | 100 000 $   | Dur (int.)      | Leila Meskhi        | Helen Kelesi        | 6-2, 6-3           | Tableau |
| 59 | 06/11/1989 | Virginia Slims of Chicago, Chicago              | Tier III  | 250 000 $   | Moquette (int.) | Zina Garrison       | Larisa Savchenko    | 6-3, 2-6, 6-4      | Tableau |
| 60 | 13/11/1989 | Virginia Slims Championships, New York          | Masters   | 1 000 000 $ | Moquette (int.) | Steffi Graf         | Martina Navrátilová | 6-4, 7-5, 2-6, 6-2 | Tableau |
| 61 | 11/12/1989 | The Rainha Classic, Guarujá                     | Tier V    | 75 000 $    | Dur (ext.)      | Federica Haumüller  | Patricia Tarabini   | 7-6, 6-4           | Tableau |

### Double
| No | Date       | Nom et lieu du tournoi                         | Catégorie | Dotation    | Surface         | Vainqueures                         | Finalistes                                            | Score         |         |
| -- | ---------- | ---------------------------------------------- | --------- | ----------- | --------------- | ----------------------------------- | ----------------------------------------------------- | ------------- | ------- |
| 1  | 02/01/1989 | Danone Hard Court Championships Brisbane       | Tier V    | 150 000 $   | Dur (ext.)      | Jana Novotná Helena Suková          | Patty Fendick Jill Hetherington                       | 6-7, 6-1, 6-2 | Tableau |
| 2  | 09/01/1989 | New South Wales Open Sydney                    | Tier IV   | 200 000 $   | Dur (ext.)      | Martina Navrátilová Pam Shriver     | Elizabeth Smylie Wendy Turnbull                       | 6-3, 6-3      | Tableau |
| 3  | 16/01/1989 | Ford Australian Open Melbourne                 | G. Chelem | 937 882 $   | Dur (ext.)      | Martina Navrátilová Pam Shriver     | Patty Fendick Jill Hetherington                       | 3-6, 6-3, 6-2 | Tableau |
| 4  | 30/01/1989 | Nutri-Metics Auckland                          | Tier V    | 75 000 $    | Dur (ext.)      | Patty Fendick Jill Hetherington     | Elizabeth Smylie Janine Thompson                      | 6-4, 6-4      | Tableau |
| 5  | 30/01/1989 | Toray Pan Pacific Open Tokyo                   | Tier III  | 250 000 $   | Moquette (int.) | Katrina Adams Zina Garrison         | Mary Joe Fernández Claudia Kohde-Kilsch               | 6-3, 3-6, 7-6 | Tableau |
| 6  | 06/02/1989 | Fernleaf Classic Wellington                    | Tier V    | 50 000 $    | Dur (ext.)      | Elizabeth Smylie Janine Thompson    | Tracey Morton Heidi Sprung                            | 7-6, 6-1      | Tableau |
| 7  | 13/02/1989 | Virginia Slims of Washington Fairfax           | Tier II   | 300 000 $   | Moquette (int.) | Betsy Nagelsen Pam Shriver          | Natasha Zvereva Larisa Savchenko                      | 6-2, 6-3      | Tableau |
| 8  | 20/02/1989 | Virginia Slims of Kansas Wichita               | Tier V    | 100 000 $   | Dur (int.)      | Manon Bollegraf Lise Gregory        | Sandy Collins Leila Meskhi                            | 6-2, 7-6      | Tableau |
| 9  | 20/02/1989 | Virginia Slims of California Oakland           | Tier III  | 250 000 $   | Moquette (int.) | Patty Fendick Jill Hetherington     | Larisa Savchenko Natasha Zvereva                      | 7-5, 3-6, 6-2 | Tableau |
| 10 | 27/02/1989 | Virginia Slims of Oklahoma Oklahoma City       | Tier V    | 100 000 $   | Dur (int.)      | Lori McNeil Betsy Nagelsen          | Elise Burgin Elizabeth Smylie                         | Forfait       | Tableau |
| 11 | 27/02/1989 | US Hard Court Championships San Antonio        | Tier IV   | 200 000 $   | Dur (ext.)      | Katrina Adams Pam Shriver           | Patty Fendick Jill Hetherington                       | 3-6, 6-1, 6-4 | Tableau |
| 12 | 06/03/1989 | Virginia Slims of Palm Springs Palm Springs    | Tier III  | 250 000 $   | Dur (ext.)      | Hana Mandlíková Pam Shriver         | Rosalyn Fairbank Gretchen Rush                        | 6-3, 6-7, 6-3 | Tableau |
| 13 | 13/03/1989 | Virginia Slims of Florida Boca Raton           | Tier II   | 300 000 $   | Dur (ext.)      | Jana Novotná Helena Suková          | Jo Durie Mary Joe Fernández                           | 6-4, 6-2      | Tableau |
| 14 | 20/03/1989 | Lipton International Championships Miami       | Tier I    | 750 000 $   | Dur (ext.)      | Jana Novotná Helena Suková          | Gigi Fernández Lori McNeil                            | 7-6, 6-4      | Tableau |
| 15 | 03/04/1989 | Family Circle Mag. Cup Hilton Head             | Tier II   | 300 000 $   | Terre (ext.)    | Hana Mandlíková Martina Navrátilová | Mary Lou Piatek Wendy White                           | 6-4, 6-1      | Tableau |
| 16 | 10/04/1989 | DHL Open Singapour                             | Tier V    | 75 000 $    | Dur (ext.)      | Belinda Cordwell Elizabeth Smylie   | Ann Henricksson Beth Herr                             | 6-7, 6-2, 6-1 | Tableau |
| 17 | 10/04/1989 | Bausch & Lomb Championships Amelia Island      | Tier II   | 300 000 $   | Terre (ext.)    | Larisa Savchenko Natasha Zvereva    | Martina Navrátilová Pam Shriver                       | 7-6, 2-6, 6-1 | Tableau |
| 18 | 17/04/1989 | Suntory Japan Open Tokyo                       | Tier V    | 100 000 $   | Dur (ext.)      | Jill Hetherington Elizabeth Smylie  | Ann Henricksson Beth Herr                             | 6-1, 6-3      | Tableau |
| 19 | 17/04/1989 | Eckerd Open Tampa                              | Tier IV   | 200 000 $   | Terre (ext.)    | Brenda Schultz Andrea Temesvári     | Elise Burgin Rosalyn Fairbank                         | 7-6, 6-4      | Tableau |
| 20 | 24/04/1989 | Taipei International Championships Taïwan      | Tier V    | 50 000 $    | Dur (ext.)      | Maria Lindström Heather Ludloff     | Cecilia Dahlman Nana Miyagi                           | 4-6, 7-5, 6-3 | Tableau |
| 21 | 24/04/1989 | International Championships of Spain Barcelone | Tier V    | 100 000 $   | Terre (ext.)    | Jana Novotná Tine Scheuer-Larsen    | Arantxa Sánchez Judith Wiesner                        | 6-2, 2-6, 7-6 | Tableau |
| 22 | 24/04/1989 | Virginia Slims of Houston Houston              | Tier III  | 250 000 $   | Terre (ext.)    | Katrina Adams Zina Garrison         | Gigi Fernández Lori McNeil                            | 6-3, 6-4      | Tableau |
| 23 | 01/05/1989 | Coppa Mantegazza Tarente                       | Tier V    | 50 000 $    | Terre (ext.)    | Sabrina Goleš Mercedes Paz          | Sophie Amiach Emmanuelle Derly                        | 6-2, 6-2      | Tableau |
| 24 | 01/05/1989 | Citizen Cup Hambourg                           | Tier IV   | 200 000 $   | Terre (ext.)    | Isabelle Demongeot Nathalie Tauziat | Jana Novotná Helena Suková                            | Forfait       | Tableau |
| 25 | 08/05/1989 | Italian Open Rome                              | Tier II   | 300 000 $   | Terre (ext.)    | Elizabeth Smylie Janine Thompson    | Manon Bollegraf Mercedes Paz                          | 6-4, 6-3      | Tableau |
| 26 | 15/05/1989 | Lufthansa Cup Berlin                           | Tier I    | 300 000 $   | Terre (ext.)    | Elizabeth Smylie Janine Thompson    | Lise Gregory Gretchen Rush                            | 5-7, 6-3, 6-2 | Tableau |
| 27 | 22/05/1989 | Internationaux de Strasbourg Strasbourg        | Tier V    | 100 000 $   | Terre (ext.)    | Mercedes Paz Judith Wiesner         | Lise Gregory Gretchen Rush                            | 6-3, 6-3      | Tableau |
| 28 | 22/05/1989 | European Open Genève                           | Tier V    | 100 000 $   | Terre (ext.)    | Katrina Adams Lori McNeil           | Larisa Savchenko Natasha Zvereva                      | 2-6, 6-3, 6-4 | Tableau |
| 29 | 29/05/1989 | Roland-Garros Paris                            | G. Chelem | 1 875 000 $ | Terre (ext.)    | Larisa Savchenko Natasha Zvereva    | Steffi Graf Gabriela Sabatini                         | 6-4, 6-4      | Tableau |
| 30 | 12/06/1989 | Dow Classic Birmingham                         | Tier V    | 150 000 $   | Gazon (ext.)    | Larisa Savchenko Natasha Zvereva    | Meredith McGrath Pam Shriver                          | 7-5, 5-7, 6-0 | Tableau |
| 31 | 19/06/1989 | Pilkington Glass Championships Eastbourne      | Tier II   | 300 000 $   | Gazon (ext.)    | Katrina Adams Zina Garrison         | Jana Novotná Helena Suková                            | 6-3, ab.      | Tableau |
| 32 | 26/06/1989 | The Championships Wimbledon                    | G. Chelem | 2 204 162 $ | Gazon (ext.)    | Jana Novotná Helena Suková          | Larisa Savchenko Natasha Zvereva                      | 6-1, 6-2      | Tableau |
| 33 | 10/07/1989 | Arcachon Cup Arcachon                          | Tier V    | 100 000 $   | Terre (ext.)    | Sandra Cecchini Patricia Tarabini   | Mercedes Paz Brenda Schultz                           | 6-3, 7-6      | Tableau |
| 34 | 17/07/1989 | Belgian Open Bruxelles                         | Tier V    | 100 000 $   | Terre (ext.)    | Manon Bollegraf Mercedes Paz        | Carin Bakkum Simone Schilder                          | 6-1, 6-2      | Tableau |
| 35 | 17/07/1989 | Estoril Open Estoril                           | Tier V    | 100 000 $   | Terre (ext.)    | Iva Budařová Regina Kordová         | Gabriela Castro Conchita Martínez                     | 6-2, 6-4      | Tableau |
| 36 | 17/07/1989 | Virginia Slims of Newport Newport (RI)         | Tier IV   | 200 000 $   | Gazon (ext.)    | Gigi Fernández Lori McNeil          | Elizabeth Smylie Wendy Turnbull                       | 6-3, 6-7, 7-5 | Tableau |
| 37 | 24/07/1989 | OTB Open Schenectady                           | Tier V    | 75 000 $    | Dur (ext.)      | Michelle Jaggard Hu Na              | Sandra Birch Debbie Graham                            | 6-3, 6-2      | Tableau |
| 38 | 24/07/1989 | Volvo Open Båstad                              | Tier V    | 75 000 $    | Terre (ext.)    | Mercedes Paz Tine Scheuer-Larsen    | Sabrina Goleš Katerina Maleeva                        | 6-2, 7-5      | Tableau |
| 39 | 31/07/1989 | Vitosha New Otani Sofia                        | Tier V    | 50 000 $    | Terre (ext.)    | Laura Garrone Laura Golarsa         | Silke Meier Elena Pampoulova                          | 6-4, 7-5      | Tableau |
| 40 | 31/07/1989 | American Bank Classic San Diego                | Tier IV   | 200 000 $   | Dur (ext.)      | Elise Burgin Rosalyn Fairbank       | Gretchen Rush Robin White                             | 4-6, 6-3, 6-3 | Tableau |
| 41 | 07/08/1989 | Virginia Slims of Los Angeles Manhattan Beach  | Tier II   | 300 000 $   | Dur (ext.)      | Martina Navrátilová Wendy Turnbull  | Mary Joe Fernández Claudia Kohde-Kilsch               | 5-2, ab.      | Tableau |
| 42 | 14/08/1989 | Virginia Slims of Albuquerque Albuquerque      | Tier V    | 100 000 $   | Dur (ext.)      | Nicole Provis Elna Reinach          | Raffaella Reggi Arantxa Sánchez                       | 4-6, 6-4, 6-2 | Tableau |
| 43 | 14/08/1989 | United Jersey Bank Classic Mahwah              | Tier IV   | 200 000 $   | Dur (ext.)      | Steffi Graf Pam Shriver             | Louise Allen Laura Arraya                             | 6-2, 6-4      | Tableau |
| 44 | 21/08/1989 | Player’s Canadian Open Toronto                 | Tier II   | 300 000 $   | Dur (ext.)      | Gigi Fernández Robin White          | Martina Navrátilová Larisa Savchenko                  | 6-1, 7-5      | Tableau |
| 45 | 28/08/1989 | US Open Flushing Meadows                       | G. Chelem | 2 138 000 $ | Dur (ext.)      | Hana Mandlíková Martina Navrátilová | Mary Joe Fernández Pam Shriver                        | 5-7, 6-4, 6-4 | Tableau |
| 46 | 11/09/1989 | Virginia Slims of Arizona Phoenix              | Tier V    | 100 000 $   | Dur (ext.)      | Penny Barg Peanut Louie             | Elise Burgin Rosalyn Fairbank                         | 7-6, 7-6      | Tableau |
| 47 | 11/09/1989 | Athens Open Athènes                            | Tier V    | 75 000 $    | Terre (ext.)    | Sandra Cecchini Patricia Tarabini   | Silke Meier Elena Pampoulova                          | 4-6, 6-4, 6-2 | Tableau |
| 48 | 15/09/1989 | VS International Doubles Championships Tokyo   |           | 175 000 $   | Moquette (int.) | Gigi Fernández Robin White          | Elizabeth Smylie Wendy Turnbull                       | 6-2, 6-2      | Tableau |
| 49 | 18/09/1989 | Clarins Open Paris                             | Tier V    | 100 000 $   | Terre (ext.)    | Sandra Cecchini Patricia Tarabini   | Nathalie Herreman Catherine Suire                     | 6-1, 6-1      | Tableau |
| 50 | 18/09/1989 | Virginia Slims of Dallas Dallas                | Tier III  | 250 000 $   | Moquette (int.) | Mary Joe Fernández Betsy Nagelsen   | Elise Burgin Rosalyn Fairbank                         | 7-6, 6-3      | Tableau |
| 51 | 09/10/1989 | Moscow Open Moscou                             | Tier V    | 100 000 $   | Moquette (int.) | Larisa Savchenko Natasha Zvereva    | Nathalie Herreman Catherine Suire                     | 6-3, 6-4      | Tableau |
| 52 | 09/10/1989 | Porsche Grand Prix Filderstadt                 | Tier III  | 250 000 $   | Dur (int.)      | Gigi Fernández Robin White          | Raffaella Reggi Elna Reinach                          | 6-4, 7-6      | Tableau |
| 53 | 16/10/1989 | Open de La Côte Basque Bayonne                 | Tier V    | 100 000 $   | Dur (int.)      | Manon Bollegraf Catherine Tanvier   | Elna Reinach Raffaella Reggi                          | 7-6, 7-5      | Tableau |
| 54 | 16/10/1989 | European Indoors Zurich                        | Tier III  | 250 000 $   | Moquette (int.) | Jana Novotná Helena Suková          | Nathalie Tauziat Judith Wiesner                       | 6-3, 3-6, 6-4 | Tableau |
| 55 | 23/10/1989 | Puerto Rico Open San Juan                      | Tier IV   | 100 000 $   | Dur (ext.)      | NC                                  | Gigi Fernández Robin White Cammy MacGregor Ronni Reis | Pluie         | Tableau |
| 56 | 23/10/1989 | Midland Group Championships Brighton           | Tier III  | 250 000 $   | Moquette (int.) | Katrina Adams Lori McNeil           | Hana Mandlíková Jana Novotná                          | 4-6, 7-6, 6-4 | Tableau |
| 57 | 30/10/1989 | Virginia Slims of Indianapolis Indianapolis    | Tier V    | 100 000 $   | Dur (int.)      | Katrina Adams Lori McNeil           | Claudia Porwik Larisa Savchenko                       | 6-4, 6-4      | Tableau |
| 58 | 30/10/1989 | Virginia Slims of New England Worcester        | Tier II   | 300 000 $   | Moquette (int.) | Martina Navrátilová Pam Shriver     | Elise Burgin Rosalyn Fairbank                         | 6-4, 4-6, 6-4 | Tableau |
| 59 | 06/11/1989 | Virginia Slims of Nashville Nashville          | Tier V    | 100 000 $   | Dur (int.)      | Manon Bollegraf Meredith McGrath    | Natalia Medvedeva Leila Meskhi                        | 1-6, 7-6, 7-6 | Tableau |
| 60 | 06/11/1989 | Virginia Slims of Chicago Chicago              | Tier III  | 250 000 $   | Moquette (int.) | Larisa Savchenko Natasha Zvereva    | Jana Novotná Helena Suková                            | 6-3, 2-6, 6-3 | Tableau |
| 61 | 13/11/1989 | Virginia Slims Championships New York          | Masters   | 1 000 000 $ | Moquette (int.) | Martina Navrátilová Pam Shriver     | Larisa Savchenko Natasha Zvereva                      | 6-3, 6-2      | Tableau |
| 62 | 11/12/1989 | The Rainha Classic Guarujá                     | Tier V    | 75 000 $    | Dur (ext.)      | Mercedes Paz Patricia Tarabini      | Claudia Chabalgoity Luciana Corsato                   | 6-2, 6-2      | Tableau |

### Double mixte
| No | Date       | Nom et lieu du tournoi         | Catégorie | Dotation    | Surface      | Vainqueures                  | Finalistes                         | Score          |         |
| -- | ---------- | ------------------------------ | --------- | ----------- | ------------ | ---------------------------- | ---------------------------------- | -------------- | ------- |
| 1  | 28/12/1988 | Hopman Cup I Perth             | ITF       | 250 000 $   | Dur (int.)   | Helena Suková Miloslav Mečíř | Hana Mandlíková Pat Cash           | 2 matchs à 0   | Tableau |
| 2  | 16/01/1989 | Ford Australian Open Melbourne | G. Chelem | 937 882 $   | Dur (ext.)   | Jana Novotná Jim Pugh        | Zina Garrison Sherwood Stewart     | 6-3, 6-4       | Tableau |
| 3  | 29/05/1989 | Roland-Garros Paris            | G. Chelem | 1 875 000 $ | Terre (ext.) | Manon Bollegraf Tom Nijssen  | Arantxa Sánchez Horacio de la Peña | 6-3, 6-73, 6-2 | Tableau |
| 4  | 26/06/1989 | The Championships Wimbledon    | G. Chelem | 2 204 162 $ | Gazon (ext.) | Jana Novotná Jim Pugh        | Jenny Byrne Mark Kratzmann         | 6-4, 5-7, 6-4  | Tableau |
| 5  | 28/08/1989 | US Open Flushing Meadows       | G. Chelem | 2 138 000 $ | Dur (ext.)   | Robin White Shelby Cannon    | Meredith McGrath Rick Leach        | 3-6, 6-2, 7-5  | Tableau |

## Classements de fin de saison
| Rang | Joueuse             |
| ---- | ------------------- |
| 1    | Steffi Graf         |
| 2    | Martina Navrátilová |
| 3    | Gabriela Sabatini   |
| 4    | Zina Garrison       |
| 5    | Arantxa Sánchez     |
| 6    | Monica Seles        |
| 7    | Conchita Martínez   |
| 8    | Helena Suková       |
| 9    | Manuela Maleeva     |
| 10   | Chris Evert         |
| 11   | Jana Novotná        |
| 12   | Mary Joe Fernández  |
| 13   | Helen Kelesi        |
| 14   | Hana Mandlíková     |
| 15   | Katerina Maleeva    |
| 16   | Catarina Lindqvist  |
| 17   | Pam Shriver         |
| 18   | Belinda Cordwell    |
| 19   | Laura Gildemeister  |
| 20   | Larisa Savchenko    |

| Rang | Joueuse             |
| ---- | ------------------- |
| 1    | Martina Navrátilová |
| 2    | Helena Suková       |
| 3    | Larisa Savchenko    |
| 4    | Pam Shriver         |
| 5    | Jana Novotná        |
| 6    | Natasha Zvereva     |
| 7    | Gigi Fernández      |
| 8    | Mary Joe Fernández  |
| 9    | Zina Garrison       |
| 10   | Katrina Adams       |
| 11   | Steffi Graf         |
| 12   | Robin White         |
| 13   | Wendy Turnbull      |
| 14   | Elizabeth Smylie    |
| 15   | Patty Fendick       |
| 16   | Lori McNeil         |
| 17   | Hana Mandlíková     |
| 18   | Jill Hetherington   |
| 19   | Gabriela Sabatini   |
| 20   | Elna Reinach        |

## Coupe de la Fédération
| Date     | Lieu                             | Surf.      | Vainqueur                                                 | Finaliste                         | Score |         |
| 01/10/89 | Tokyo, Ariake Forest Park Centre | Dur (ext.) | Martina Navrátilová Pam Shriver Chris Evert Zina Garrison | Conchita Martínez Arantxa Sánchez | 3-0   | Tableau |

## Wightman Cup
Épreuve conjointement organisée par l'United States Tennis Association et la Lawn Tennis Association.
| Date | Lieu                                     | Vainqueur  | Perdant     | Score |
|      | Williamsburg, Collège de William et Mary | États-Unis | Royaume-Uni |       |